# Заслужений металург Республіки Білорусь
«Заслужений металург Республіки Білорусь» — почесне звання.

## Порядок присвоєння
Присвоєння почесних звань Республіки Білорусь здійснює Президент Республіки Білорусь. Рішення щодо присвоєння
державних нагород оформляються указами Президента Республіки Білорусь. Державні нагороди, в тому числі
почесні звання, вручає Президент Республіки Білорусь або інші службовці за його вказівкою. Присвоєння почесних
звань РБ відбувається в урочистій атмосфері. Державна нагорода РБ вручається нагородженому особисто. У випадку
присвоєння почесного звання РБ з вручення державної нагороди видається посвідчення.
Особам, удостоєнних почесних звань РБ, вручають нагрудний знак.
Почесне звання «Заслужений металург Республіки Білорусь» присвоюється високопрофесійним працівникам різних галузей
економіки, які працюють у сфері металургії п'ятнадцять і більше років, і зробили значний внесок у розвиток
металургійної галузі, вдосконалення технології і організацію виготовлення металургійної продукції, за досягнення
високих показників якості продукції, підвищення продуктивності праці та ефективності виробництва.